# Manganistan draselný
Manganistan draselný, KMnO4, známý též pod označením hypermangan, je sloučenina manganu s černo-šedými krystalky, která se velmi dobře rozpouští ve vodě za vzniku fialového roztoku. V analytické chemii jsou roztoky KMnO4 jedním ze základních oxidimetrických činidel pro redoxní titrace v tzv. manganometrii. V lékařství se využívá pro své oxidační vlastnosti jako antiseptikum.

## Fyzikálně-chemické vlastnosti

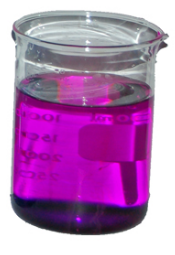
Vodný roztok manganistanu draselného

Manganistan draselný je dobře rozpustný ve vodě za vzniku temně fialového (při nízké koncentraci růžového) roztoku. Díky silným oxidačním vlastnostem manganistanu dochází pomalu k jeho částečnému rozkladu na oxid manganičitý (MnO2) a z vody se uvolňuje kyslík. Při delším stání roztoku je rozklad manganistanu znatelný a na dně se objevuje černý prášek oxidu manganičitého. Rozpustný je manganistan draselný dále v kyselině sírové (H2SO4), vodném roztoku kyseliny dusičné (HNO3(aq)) a acetonu (CH3COCH3). Kyselinu chlorovodíkovou (HCl) oxiduje manganistan na chlór a ethanol (CH3CH2OH) na oxid uhličitý. Jeho reakce s peroxidem vodíku lze využít k přípravě kyslíku. Manganistan se při této reakci redukuje na burel.
2 KMnO4 + 3 H2O2 → 2 MnO2 + 2 KOH + 3 O2 + 2 H2O

## Příprava
Manganistan draselný je vyráběn ve velkém měřítku, kvůli jeho univerzálnímu použití v laboratořích.
V první fázi pyrolýzy, v níž je oxid manganičitý ve své přirozené podobě, je tento taven s hydroxidem draselným a zahříván v atmosféře s dusičnanem draselným (zdroj kyslíku). Takto vznikne manganan draselný, který při elektrolýze v alkalickém roztoku přechází v manganistan draselný.
2 MnO2 + 4 OH− + O2 → 2 MnO42− + 2 H2O
2 MnO42− + Cl2 → 2 MnO4− + 2 Cl−
Manganistany mohou být připraveny smícháním roztoků Mn2+ kationtů s velmi silným oxidačním činidlem, které ochotně přidá dioxid, PbO2 nebo NaBiO3. Tyto reakce byly používány pro testování přítomnosti manganu očekávaného ve formě fialové barvy manganistanu.

## Využití
Téměř všechny způsoby využití manganistanu draselného jsou odvozeny od toho, že je oxidační činidlo použitelné v různých chemických reakcích v laboratořích i v průmyslu. 
Oxidace glycerinu pomocí manganistanu draselného probíhá podle následující rovnice, reakce probíhá velmi bouřlivě.
14 KMnO4 + 4 C3H8O3 → 7 K2CO3 + 7 Mn2O3 + 5 CO2 + 16 H2O
V laboratoři se také používá pro získání kyslíku rozkladem peroxidu vodíku.
2 KMnO4 + 3 H2O2 → 2 MnO2 + 2 KOH + 3 O2 + 2 H2O

### Lékařské využití
Manganistan draselný se díky svým oxidačním vlastnostem využívá v lékařství jako antiseptikum. Dobře dezinfikuje a vysouší. Účinně působí na kožní problémy způsobené infekcí, typicky jsou to především plísně na nohách. Je také účinný na čištění ran a vředů různého původu. Dále se používá na nemoc zvanou impetigo.

### Úprava vody
Manganistan draselný se hojně používá v průmyslu úpravy vody. Používá se jako regenerační chemikálie k odstraňování železa a sirovodíku (zápachu po zkažených vejcích) ze studniční vody prostřednictvím filtru "manganového písku". Historicky se používal k dezinfekci pitné vody a může vodu zbarvit do růžova. Moderní příručky pro přežití nedoporučují používat manganistan draselný v terénu, protože je obtížné ho správně dávkovat. V současné době nachází uplatnění při kontrole obtížných organismů jako jsou Slávičky mnohotvárné v systémech pro odběr a úpravu sladké vody.

### Zachování ovoce
Etylenové absorbenty prodlužují dobu skladování banánů i při vysokých teplotách. Tohoto účinku lze využít balením banánů do polyethylenu spolu s manganistanem draselným. Odstraněním etylenu oxidací manganistan zpožďuje dozrávání, čímž prodlužuje dobu skladování ovoce až na 4 týdny bez nutnosti chlazení.

### Požární služba
Manganistan draselný se přidává do "dávkovačů plastových koulí", aby se vytvořily požáry a řízené hoření. Polymerové koule připomínající pingpongové míčky obsahující malé množství manganistanu jsou vstříknuty ethylenglykolem a vystřeleny směrem k místu požadovaného vznícení, kde se po několika sekundách samovolně vznítí. Používají se ruční systémy bezpilotních letadel (UAS) nebo rozprašovače plastových koulí umístěné na lodích.

## Bezpečnost
Pevný KMnO4 je silné oxidační činidlo, ale hlavně by měl být oddělený od látek, které by mohly zrezavět (Fe atd.). Zředěný vodný roztok KMnO4 není nebezpečný. KMnO4 vytváří nebezpečné sloučeniny s koncentrovanými kyselinami. Například reakce s koncentrovanou H2SO4 produkuje vysoce reaktivní oxid manganistý, explozi iniciuje i malé množství organických látek. Při smíšení pevného KMnO4 s čistým glycerolem se směs bouřlivě vznítí.
Jako oxidační činidlo manganistan draselný poskvrní ruce a oblečení, protože probíhá redukce na MnO2. Skvrny na oblečení mohou být odstraněny použitím kyseliny octové. Skvrny na pokožce, které jsou typicky hnědé, zmizí během 48 hodin či se dají odstranit kyselinou citronovou.

## Podobné sloučeniny
- Manganistan sodný
- Manganan draselný (K2MnO4)
- Technecistan draselný
- Rhenistan draselný
- Kyselina manganistá
- Oxid manganistý